# Willy Pfund
Pour les articles homonymes, voir Pfund.
Willy Pfund, né le 18 août 1939 (originaire d'Herbetswil) et mort le 10 octobre 2023, est un homme politique suisse, membre du Parti libéral suisse. Il est député du canton de Soleure au Conseil national de novembre 1983 à novembre 1987.

## Biographie
Willy Pfund naît le 18 août 1939. Il est originaire d'Herbetswil, dans le canton de Soleure.
Il est directeur d'hôpital à Bâle et habite à Dornach.
Il est marié et père de deux enfants.

### Parcours politique
Il siège au Conseil cantonal de Soleure de 1973 à 1985.
En 1983, il est élu au Conseil national et le quitte en 1987. Il est également président du parti libéral soleurois.
Candidat officiel de son parti, dont il est alors président, au gouvernement soleurois en 1988 pour succéder à Walter Bürgi, il échoue au premier tour face à la radicale Cornelia Füeg et quitte la vie politique,.

### Autres mandats
Il est membre, puis président à partir de 2002 de ProTell, association militant pour un droit de port et possession d'arme à feu libéral en Suisse. Critiqué pour son style de direction qualifié d'autocratique, il démissionne de son poste de président en septembre 2016,. Jean-Luc Addor lui succède au printemps 2017.  
En 2018 il est nommé président d'honneur de l'association. 

### Mort
Il meurt le 10 octobre 2023 à l'hôpital, des suites de la maladie de Parkinson.